# Pontifícia Universidade Croata de São Jerônimo

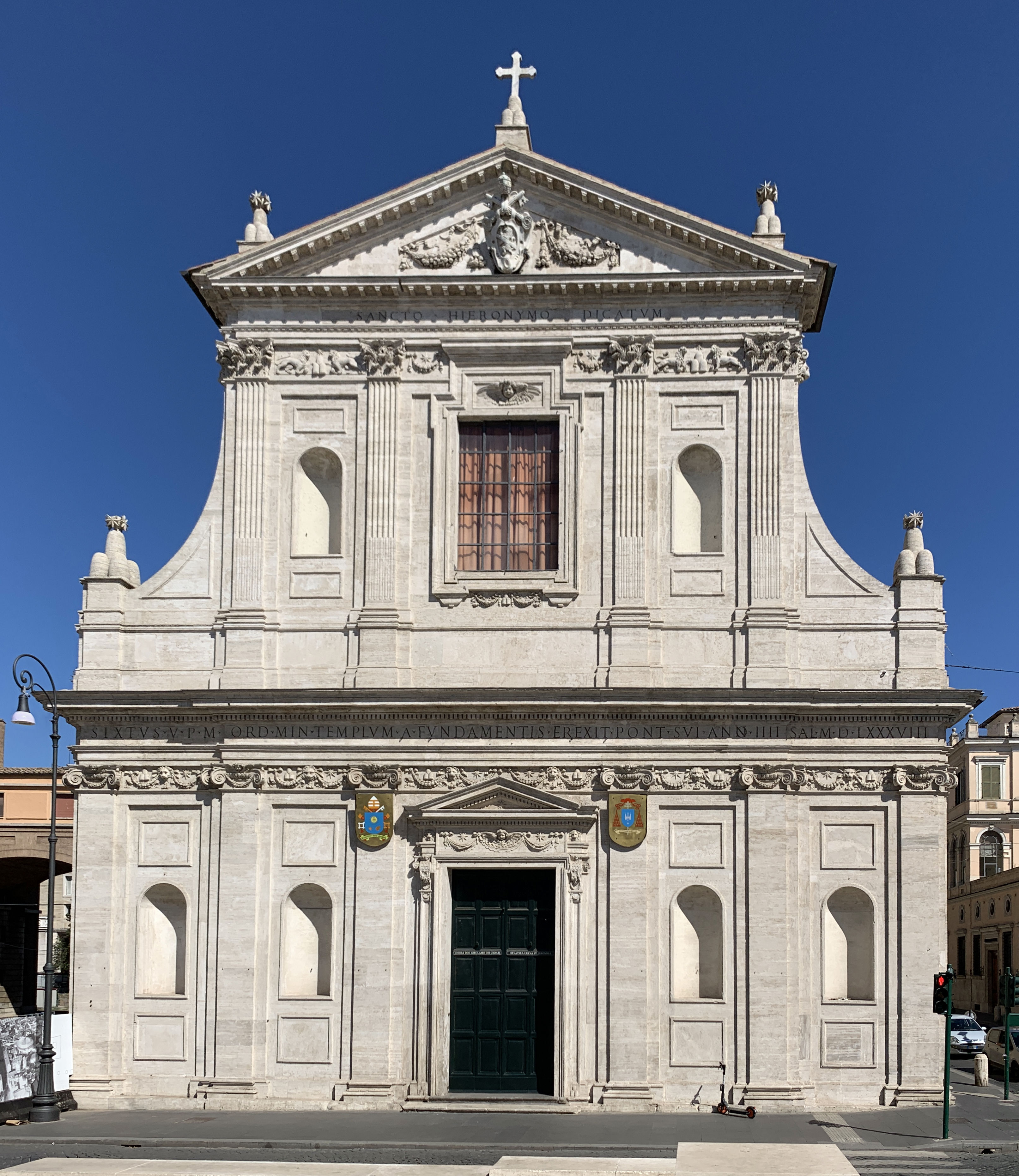
San Girolamo dei Croati, um dos principais edifícios da universidade.

Pontifícia Universidade Croata de São Jerônimo (em italiano:  Pontificio Collegio Croato Di San Girolamo a Roma), chamado também de Croaticum, é uma universidade católica, igreja e sociedade na cidade de Roma, cujo objetivo é formar clérigos croatas e foi batizada em homenagem a São Jerônimo. Desde a fundação da universidade moderna, em 1901, já formou 311 clérigos vindos de todas as dioceses da Croácia.

## História
Em sua carta apostólica Piis fidelium votis, de 21 de março de 1453, o papa Nicolau V concedeu a decrépita igreja de Santa Marina e adjacências a uma irmandade de padres croatas da região do Borgo San Pietro em Roma. No local, ao lado do Mausoléu de Augusto na margem esquerda do Tibre, eles construíram um refúgio espiritual e um hospital, rededicando to complexo a São Jerônimo. A irmandade foi rebatizada de congregação em 1544 e o papa Paulo III sancionou seus estatutos, conferindo-lhe um cardeal como patrocinador. O papa Pio V elevou a igreja, San Girolamo, ao status de igreja titular em 8 de fevereiro de 1566. Em 20 de novembro de 1570, o cardeal Felice Peretti, de Montalto, tornou-se o cardeal protetor do título e permaneceu no posto até 24 de março de 1585, quando foi eleito papa Sisto V.
O novo papa reconstruiu a igreja em 1589 e ela passou a ser utilizada especificamente pelas pessoas que falavam a "língua ilíria", uma referência aos croatas da costa leste do Adriático, Dalmácia e Boka Kotorska. Ele estabeleceu também o "Capitol", um colégio de onze clérigos eslavos na igreja, através de sua bula Sapientiam Sanctorum, de 1 de agosto de 1589. Finalmente, Sisto V nomeou Aleksandar Komulović (1548–1608), de Split, como primeiro arcipreste. Entre a fundação do Capitol e sua abolição, em 1901, mais de 120 sacerdotes croatas trabalharam nele.
Em 1598, o papa Clemente VIII permitiu que o hospício da igreja fosse transformado numa universidade clerical, mas a mudança levou mais de dois séculos para ocorrer, quando, em 27 de fevereiro de 1790, o papa Pio VI inaugurou um seminário para homens que antes faziam uso dos serviços do Capitol. Mas mesmo então, o seminário funcionava apenas por breves períodos sem interromper as atividades: 1793–98, 1863–71 e, finalmente,  1884–1901, quando o Capitol foi abolido. De acordo com Natko Nodilo, a "Academia Ilíria de Roma" foi fundada especificamente para preparar melhor os missionários para a conversão dos sérvios, que são cristãos ortodoxos.
A nova Pontifícia Universidade Croata foi fundada em 1 de agosto de 1901 pelo papa Leão XIII. Em sua carta apostólica Slavorum gentem, ele a chamou de "Collegium Hieronymianum pro Croatica Gente" ("Universidade Hierosolimita para o Povo Croata"), mas depois de uma intervenção diplomática do Reino de Montenegro, em 7 de março de 1902, ela foi rebatizada de Collegium Hieronymianum Illyricorum ("Universidade Hierosolimita Ilíria").
Alguns padres croatas receberam suas graduações da sociedade em 1907 e, em 1911, havia diversos estudantes matriculados, mas as atividades foram novamente interrompidas em 1915 pela Primeira Guerra Mundial. A universidade reabriu depois da guerra, quando a Itália e o Reino dos Sérvios, Croatas e Eslovenos assinaram o Tratado de Roma e reconheceram a instituição clerical sob o nome Slavorum gentem ("Povo Eslavo"). Entre 28 de maio de 1938 e 10 de dezembro de 1939, os edifícios da universidade passaram por uma reforma e seis deles foram demolidos para abrir espaço para novos, mas modernos. Desde então ela tem funcionado sem interrupções. Por um decreto do papa Paulo VI, de 22 de julho de 1971, a universidade foi rebatizada como "Pontificium Collegium Chroaticum Sancti Hieronymi" ("Pontifícia Universidade Croata de São Jerônimo").